# La Serpa
La Serpa és una llacuna litoral, localitzada al municipi de Castelló d'Empúries, que antigament formava part de la comunicació de desguàs de l'antic estany de Sant Pere amb el mar. Actualment està formada per una llacuna principal i diverses de menors.
En aquesta llacuna, a banda de la llacuna i les seves comunitats submergides (hàbitats d'interès comunitari prioritari,
codi 1150), destaquen els salicornars (hàbitat d'interès comunitari, codi 1420) i les jonqueres de tendència halòfila (hàbitats codi 1410). L'aportació d'aigua dolça a través del Rec Sirvent, però, està provocant canvis en les comunitats vegetals. De fet, arran d'aigua la comunitat que prospera més és el canyissar. A la platja, finalment, es localitza la vegetació de les dunes mediterrànies fixades amb comunitats del Crucianellion maritimae (hàbitat d'interès comunitari, codi 2210) i la vegetació de les dunes mòbils secundàries (dunes blanques) amb Ammophila arenaria (hàbitat d'interès comunitari, codi 2120).
L'espai presenta diverses figures de protecció. Forma part del Parc Natural dels Aiguamolls de l'Empordà i s'inclou també dins l'espai del Pla d'Espais d'Interès Natural (PEIN) i la Xarxa Natura 2000 ES0000019 Aiguamolls de l'Empordà. A més, pertany a la Reserva natural integral II, de «Les Llaunes».